# 오제근
오제근은 대한민국의 배우이다.

## 출연작

### 방송
- 2021년 tvN 《철인왕후》
- 2020년 OCN 《써치》 - 재식 역
- 2019년 SBS 《수상한 장모》

### 영화
- 2019년 《은지: 돌이킬 수 없는 그녀》 - 털보 역
- 2019년 《더하우스》
- 2019년 《기방도령》
- 2018년 《기묘한 가족》
- 2015년 《강남1970》